# Euphorbia
- Commons
- Wikispecies

Euphorbia L. (vernacular, eufórbia) é um género de plantas da família Euphorbiaceae, que inclui cerca de 4100 espécies de grande variedade morfológica. A maioria das Euphorbia são arbustos, porém também existem variedades de árvores e suculentas que se assemelham a catos. 
A designação Euforbia está associada a África, segundo a tradição, já que o rei Juba II da Mauritânia, teria feito chegar esta planta ao seu físico (ou médico) Euphorbos, para serem exploradas as suas capacidades curativas, no século I antes de Cristo.[carece de fontes?]

## Características
Na sua diversidade, as Euphorbia distinguem-se das restantes Euphorbiaceae pela presença de uma inflorescência característica chamada ciátio. Pode haver folhas especializadas chamadas ciatofilas ou folhas ciatiais que circundam o ciátio e dão uma aparência geral de flor a toda a inflorescência complexa.
A variedade de hábitos é uma das características mais marcantes do gênero. Existem espécies perenes, arbustivas e arbóreas frondosas que podem atingir 20 metros de altura; uma grande parte do grupo, entretanto, são suculentas, com caules fotossintéticos espessados e folhas efêmeras, se estiverem presentes.
As flores individuais são masculinas ou femininas, com as flores masculinas reduzidas apenas ao estame e as femininas ao pistilo. Essas flores não possuem sépalas, pétalas ou outras partes típicas de flores de outros tipos de plantas.
Os frutos de Euphorbia são cápsulas que normalmente se abrem de forma explosiva quando maduros. Existem potencialmente três sementes por cápsula e há uma grande variedade de tamanho, formato e características de superfície das sementes e cápsulas.

Este gênero caracteriza-se também pela produção de um látex de propriedades tóxicas, irritante para a pele e os olhos.

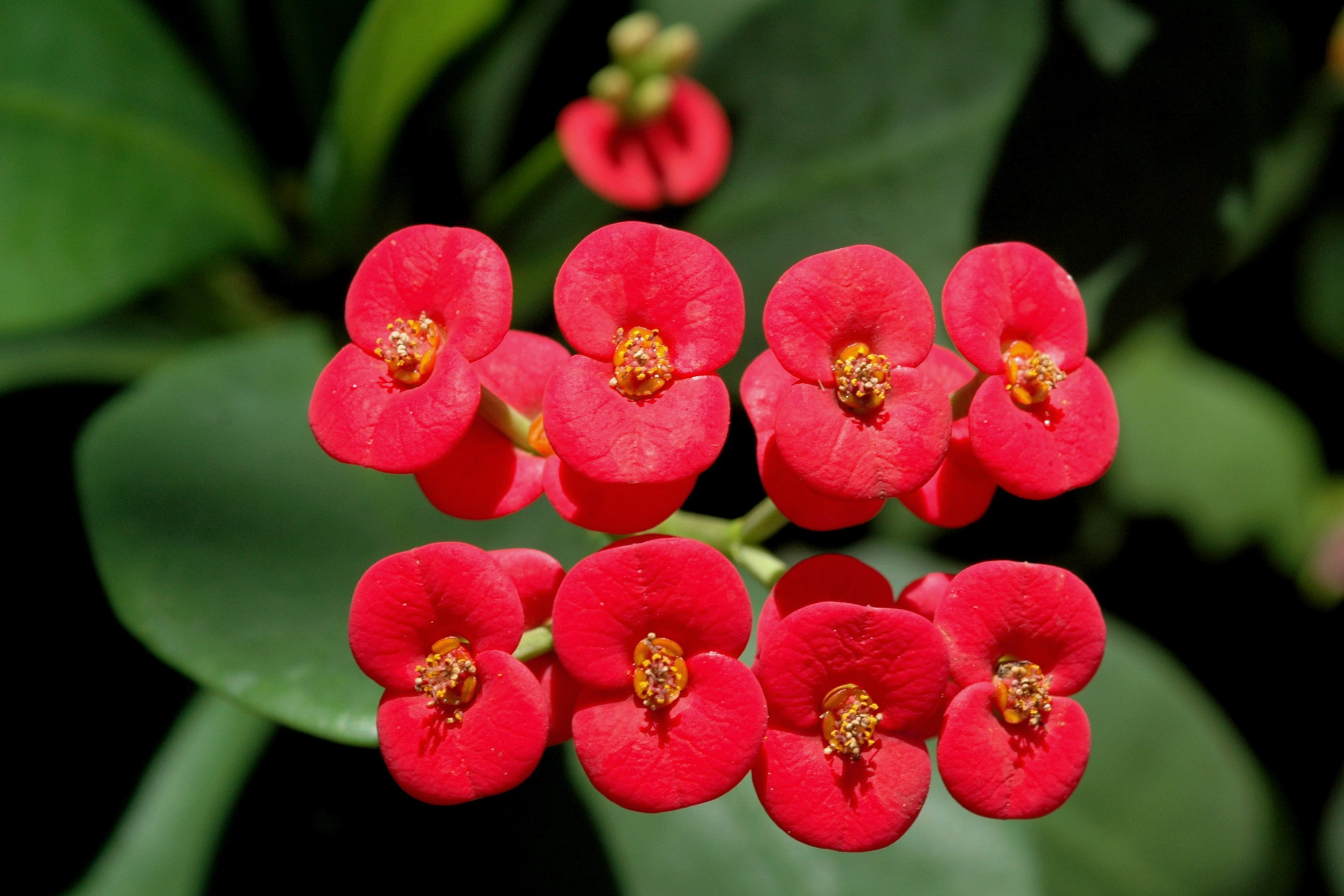
Euphorbia milii (Coroa-de-cristo).

## Espécies
- Euphorbia azorica
- Euphorbia caracasana
- Euphorbia cotinifolia
- Euphorbia damarana
- Euphorbia ingens (Candelabro)
- Euphorbia leucocephala
- Euphorbia milii (Coroa-de-cristo)
- Euphorbia obesa
- Euphorbia pulcherrima (Poinsétia)
- Euphorbia tirucali (Avelós)
- Euphorbia triangularis
- Euphorbia trigona
- Euphorbia virosa

Lista completa

## Sinonímia
- Poinsettia [Graham], Tithymalus [Hill], Ademo [Post et Kuntze], Adenopetalum [Klotzsch et Garcke], Adenorima [Raf.], Agaloma [Raf.], Aklema [Raf.], Alectoroctonum [Schltdl.], Allobia [Raf.], Anthacantha [Lem.], Aplarina [Raf.], Arthrothamnus [Klotzsch et Garcke], Ceraselma [Wittst.], Characias [A. Gray], Chylogala [Fourr.], Ctenadena [Prokh.], Cyathophora [Raf.], Cystidospermum [Prokh.], Dactylanthes [Haw.], Dematra [Raf.], Desmonema [Raf.], Dichrophyllum [Klotzsch et Garcke], Dichylium [Britton], Diplocyathium [Heinr. Schmidt], Ditritra [Raf.], Endoisila [Raf.], Epurga [Fourr.], Esula [(Pers.) Haw.], Euforbia [Ten.], Eumecanthus [Klotzsch et Garcke], Euphorbiastrum [Klotzsch et Garcke], Euphorbiodendron [Millsp.], Euphorbiopsis [H. Lev.], Euphorbium [Hill], Galarhoeus [Haw.], Kanopikon [Raf.], Kobiosis [Raf.], Lacanthis [Raf.], Lathyris [Trew]., Lepadena [Raf.], Lophobios [Raf.], Lyciopsis [(Boiss.) Schweinf.], Medusea [Haw.], Murtekias [Raf.], Nisomenes [Raf.], Ossifraga [Rumph.], Peccana [Raf.], Petalandra [F. Muell. ex Boiss.], Pleuradena [Raf.], Pythius [B.D. Jacks.], Sclerocyathium [Prokh.], Sterigmanthe [Klotzsch et Garcke], Tirucalia [Raf.], Tithymalopsis [Klotzsch et Garcke], Torfasadis [Raf.], Treisia [Haw.], Tricherostigma [Boiss.], Trichosterigma [Klotzsch et Garcke], Tumalis [Raf.], Xamesike [Raf.], Zalitea [Raf.], Zygophyllidium [(Boiss.) Small].

## Classificação do gênero
| Sistema | Classificação                      | Referência               |
| ------- | ---------------------------------- | ------------------------ |
| Linné   | Classe Dodecandria, ordem Trigynia | Species plantarum (1753) |